# Michael Sabatino
Michael Sabatino (ur. 25 czerwca 1955 w Venice) – amerykański aktor filmowy i telewizyjny.

## Życiorys
Urodził się w Venice w Los Angeles jako najstarsze spośród czwórki dzieci. Uczęszczał na Uniwersytet Kalifornijski w Irvine, gdzie w szkolnej konkurencji skoku o tyczce ustanowił rekord 17½ stóp. W 1976 roku zdobył 13 miejsce na treningach do olimpiady.
Debiutował na scenie hollywoodzkiego Gene Dynarski Theater w przedstawieniu Tennessee Williamsa Słodki ptak młodości z Edem Harrisem. Stał się popularnym, odkąd wystąpił w podwójnej roli Chipa Robertsa / Tony'ego Fenice w operze mydlanej CBS Knots Landing (1982-83). The Jigsaw Murders (1989) jako detektyw Elliot Greenfield z Chadem Everettem. Od września 1990 do października 1993 grał czarny charakter Lawrence'a Alamaina w operze mydlanej NBC Dni naszego życia (Days of Our Lives). Od września 1995 do listopada 1996 pojawił się jako dr Jonathan Kinder w operze mydlanej ABC Wszystkie moje dzieci (All My Children). Od maja do lipca 2006 roku i ponownie od 5 października 2006 w operze mydlanej NBC Passions stworzył rolę majchrowego edytora tabloidów J.T. Cornella. Od listopada 1993 do lipca 1995 w operze mydlanej CBS Moda na sukces (Bold and the Beautiful) wystąpił jako Anthony Armando.
W latach 1982–1991 był żonaty z Laurą Bassett. 6 stycznia 1997 poślubił Crystal Chappell. Mają dwóch synów: Jacoba Walkera (ur. 11 maja 2000) i Dylana Michaela (ur. 2 września 2003).